# Alberto Diego
Alberto Diego (5 giugno 1938) è un ex calciatore argentino.

## Carriera
Diego ha iniziato la carriera nel Chacarita Juniors, società con cui ottenne come miglior piazzamento il settimo posto nel massimo campionato argentino nella stagione 1961.
Successivamente passa all'Unión de Santa Fe.
Nel 1965 passa al Defensor Lima, con cui ottiene il quarto posto finale nel massimo campionato peruviano.
Nel 1967 passa ai Philadelphia Spartans, società militante in NPSL I. Con gli Spartans ottiene il secondo posto della Estern Division, non riuscendo così a classificarsi per la finale del campionato.
Durante la stagione negli Spartans Diego incapperà in un grave infortunio, rompendosi la gamba destra nella partita contro i Pittsburgh Phantoms.